# Nordkisa
Nordkisa är en tätort i Ullensakers kommun i Akershus fylke i sydöstra Norge. Tätorten hade 1 287 i invånarantal den 1 januari 2022.